# Американець (фільм, 2010)
«Американець» (англ. The American) — американський кримінальний трилер режисера Антона Корбейна, що вийшов 2010 року. Адаптація роману Мартіна Бута « Дуже потайний джентльмен». У головних ролях Джордж Клуні, Віоланте Плачідо. Сценаристом був Ровен Джоффе,  продюсерами — Енн Кері, Джордж Клуні та інші. Вперше фільм продемонстрували 1 вересня 2010 року у США і Канаді. В Україні у кінопрокаті прем'єра фільму відбулась 9 вересня 2010 року.

## Сюжет
Джек відпочиває зі своєю коханкою у Швеції. Проте йому не судилося відпочити, його, найманого вбивцю вислідив снайпер. У результаті перестрілки нападник гине, а Джек вирішує закінчити свою кар'єру. Проте колега Джека Павел умовляє його на останню справу.

## У ролях
| Актор            | Персонаж                          | Роль                                                  |
| ---------------- | --------------------------------- | ----------------------------------------------------- |
| Джордж Клуні     | Джек/Едвард (англ. Jack/Edward)   | найманий вбивця                                       |
| Віоланте Плачідо | Клара (англ. Clara)               | проститутка, Джек починає зустрічатися з нею в Італії |
| Текла Рютен      | Матильда (англ. Mathilde)         | замовляє у Джека снайперську гвинтівку                |
| Паоло Боначеллі  | отець Бенедетто (англ. Benedetto) | італійський священик                                  |
| Ірина Бйорклунд  | Інґрід (англ. Ingrid)             | коханка Джека, яку він вбиває                         |
| Йохан Лейзен     | Павел (англ. Pavel)               | партнер Джека                                         |
| Ізабель Адріані  | Hooker #1 (англ. Hooker #1)       | повія                                                 |

## Сприйняття

### Критика
Фільм отримав загалом позитивні відгуки: Rotten Tomatoes дав оцінку 66% на основі 209 відгуків від критиків (середня оцінка 6,5/10) і 37% від глядачів із середньою оцінкою 2,8/5 (64,302 голоси). Загалом на сайті фільм має позитивний рейтинг, фільму зарахований «стиглий помідор» від кінокритиків, проте «розсипаний попкорн» від глядачів, Internet Movie Database — 6,4/10 (59 980 голосів), Metacritic — 61/100 (36 відгуків критиків) і 5,9/10 від глядачів (172 голоси). Загалом на цьому ресурсі від критиків фільм отримав позитивні відгуки, а від глядачів — змішані.

### Касові збори
Під час показу у США, що почався 1 вересня 2010 року, протягом першого тижня фільм був показаний у 2,823 кінотеатрах і зібрав $13,177,790, що на той час дозволило йому зайняти 1 місце серед усіх тогочасних прем'єр. Показ фільму протривав 65 днів (9,3 тижня) і закінчився 4 листопада 2010 року. За цей час фільм зібрав у прокаті у США $35,606,376, а у решті світу $32,269,905, тобто загалом $67,876,281 при бюджеті $20 млн. Від продажу DVD-дисків було виручено $7,514,029.
Під час показу в Україні, що стартував 9 вересня 2010 року, протягом першого тижня фільм був показаний у 20 кінотеатрах і зібрав $70,051, що на той час дозволило йому зайняти 3 місце серед усіх прем'єр. В Україні фільм загалом зібрав $178,921.

### Нагороди і номінації[10]
| Рік  | Нагорода | Категорія                 | Номінант     | Результат |
| ---- | -------- | ------------------------- | ------------ | --------- |
| 2011 | «Сатурн» | Найкраща чоловіча роль    | Джордж Клуні | Номінація |
| 2011 | «Сатурн» | Найкращий трилер, жахіття | фільм        | Номінація |

### Виноски
1. 1 2  The American: Release Info (англ.). Internet Movie Database. Архів оригіналу за 18 серпня 2013. Процитовано 27 вересня 2013.
2. 1 2  Американець. Kino-teatr.ua. Архів оригіналу за 2 жовтня 2013. Процитовано 27 вересня 2013.
3. 1 2  The American (англ.). Internet Movie Database. Архів оригіналу за 4 вересня 2013. Процитовано 27 вересня 2013.
4. 1 2  The American (англ.). Box Office Mojo. Архів оригіналу за 9 травня 2012. Процитовано 27 вересня 2013.
5. ↑  Full cast and crew for The American (англ.). Internet Movie Database. Архів оригіналу за 16 жовтня 2015. Процитовано 27 вересня 2013.
6. ↑  The American (англ.). Rotten Tomatoes. Архів оригіналу за 2 жовтня 2013. Процитовано 27 вересня 2013.
7. ↑  The American (англ.). Metacritic. Архів оригіналу за 26 жовтня 2013. Процитовано 27 вересня 2013.
8. ↑  The American (англ.). The Numbers. Архів оригіналу за 21 вересня 2013. Процитовано 27 вересня 2013.
9. ↑  The American — Ukraine Weekend Box Office (англ.). Box Office Mojo. Архів оригіналу за 24 вересня 2015. Процитовано 27 вересня 2013.
10. ↑  Awards for The American (англ.). Internet Movie Database. Процитовано 27 вересня 2013.